# Mount Hood (Schiff, 1944)
Die Mount Hood, auch USS Mount Hood (Kennung: AE-11), war ein Munitionstransporter und Typschiff der Mount-Hood-Klasse der United States Navy. Die Mount Hood, die am 1. Juli 1944 bei der US-Marine in Dienst gestellt wurde, explodierte am 10. November 1944 im Seeadler Harbor auf Manus, dabei wurde das Schiff vollständig zerstört und die gesamte an Bord befindliche Mannschaft getötet. Auch auf umliegenden Schiffen gab es Tote und Verletzte und zum Teil schwere Schäden durch die Druckwelle der Explosion und umherfliegende Trümmerteile.

## Geschichte

### Bau und Indienststellung
Die Mount Hood wurde am 28. September 1943 unter dem Namen Marco Polo bei der North Carolina Shipbuilding Company als C2-S-AJ1-Schiff der United States Maritime Commission, Rumpfnummer 1356, auf Kiel gelegt. Am 10. November wurde sie als erstes Schiff der US-Marine nach dem Vulkan Mount Hood in der Kaskadenkette benannt, nach der Schiffstaufe durch Mrs. A. J. Reynolds lief der Frachter am 28. November 1943 vom Stapel. Nach der Übernahme durch die US Navy am 28. Januar 1944 wurde die Mount Hood bei Norfolk Shipbuilding and Dry Dock und im Norfolk Navy Yard zum Munitionstransporter umgerüstet und am 1. Juli 1944 unter dem Kommando von Commander Harold A. Turner in Dienst gestellt.
Nach einer verkürzten Ausrüstungsphase und ersten Erprobungsfahrten in der Chesapeake Bay wurde die Mount Hood am 5. August der US-Atlantikflotte zugeteilt. Sie lief nach Norfolk, Virginia, wo Munition für den Pazifikraum an Bord genommen wurde. Am 21. August verließ die Mount Hood Norfolk als Teil der Task Group 29.6, durchquerte am 27. August den Panamakanal und setzte anschließend ihre Fahrt allein in Richtung Admiralitätsinseln fort, wo sie am 22. September eintraf.

### Explosion

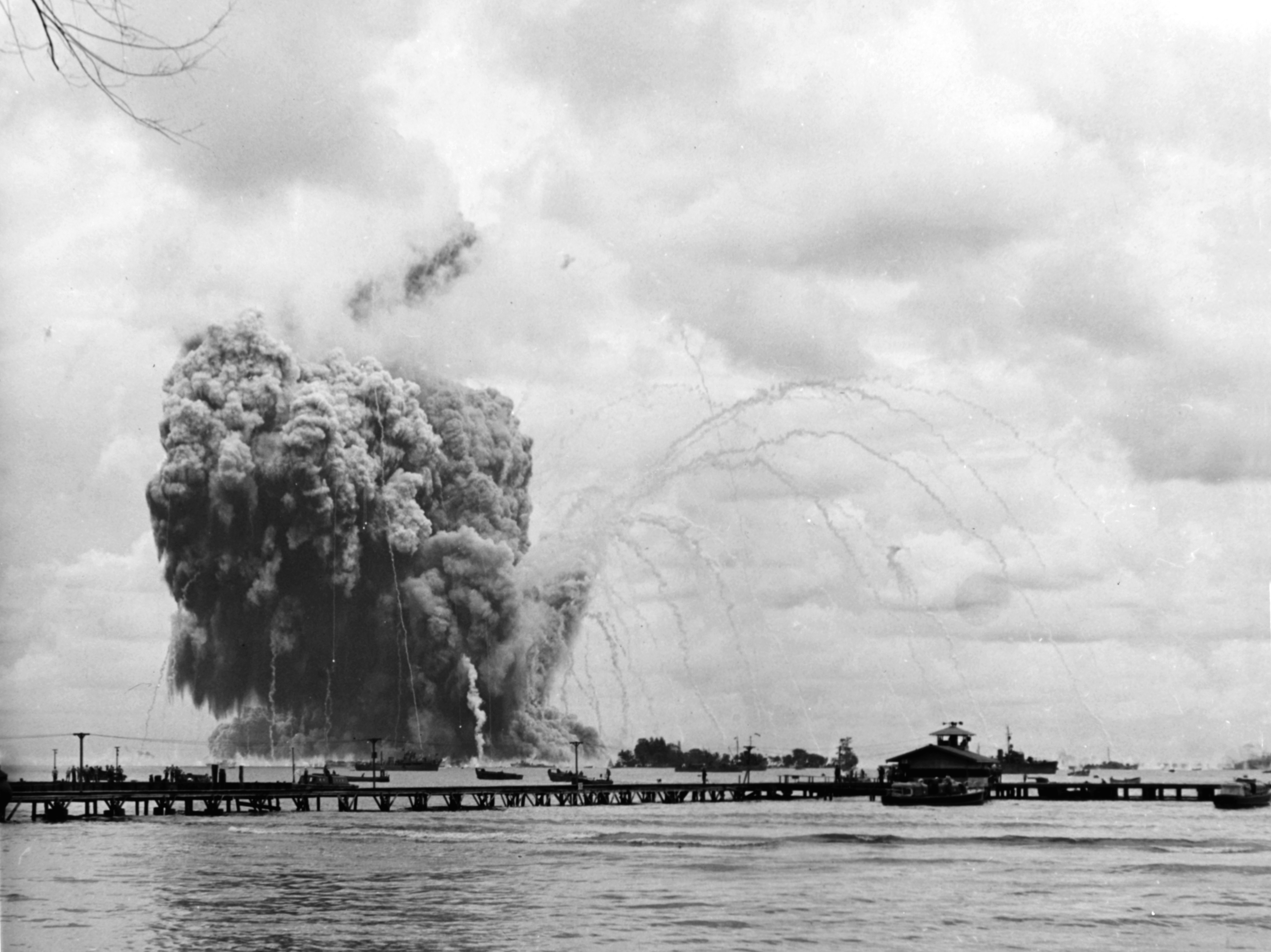
Explosion der Mount Hood

Am Morgen des 10. November 1944 lag die Mount Hood im Seeadler Harbour in etwa 11 Meter tiefem Wasser und Munition wurde von Bord des Schiffs auf neun Landungsboote und eine Schute, die längsseits der Mount Hood lagen, umgeladen. Gegen 8:55 Uhr ereignete sich eine erste Explosion an Bord des Munitionstransportschiffes. Flammen und Rauch schossen mittschiffs bis auf Höhe des Hauptmasts, bevor innerhalb von Sekunden in einer zweiten, weitaus größeren Explosion die gesamte Ladung der Mount Hood – etwa 3800 Tonnen Munition und Sprengstoff – in die Luft flog. Eine Rauchwolke stieg über 2000 Meter hoch auf, aus der Trümmer herabregneten. An der Stelle, an der die Mount Hood geankert hatte, fand sich nur noch ein 300 Meter langer, 60 Meter breiter und 10 bis 12 Meter tiefer Krater im Meeresboden. Vom Schiff wurden nur noch Trümmerteile aufgefunden, das größte davon maß 5 mal 3 Meter und lag am Grund des Explosionskraters. Von den 350 Mann Besatzung der Mount Hood und der längsseits liegenden Fahrzeuge wurden keine Überreste gefunden. Die einzigen Überlebenden der Mount Hood waren ein Offizier und fünf Besatzungsmitglieder, die das Schiff kurz vor der Explosion verlassen hatten.
Im Umkreis von fast 2.000 Metern um die Mount Hood wurden Schiffe durch herumfliegende Trümmerteile und die Druckwelle beschädigt. Am verheerendsten traf es das Reparaturschiff Mindanao, das in nur 300 Metern Entfernung mit der Breitseite zur Mount Hood lag. Auf der Mindanao starben 82 Besatzungsmitglieder, im gesamten Hafengebiet wurden 371 Seeleute verletzt. Neben der Mindanao wurden 35 Schiffe zum Teil beschädigt, darunter die Geleitflugzeugträger Petrof Bay und Saginaw Bay, sowie 13 weitere Landungsboote und Kleinfahrzeuge versenkt.
Eine von der US-Marine eingesetzte Untersuchungskommission konnte keine Ursache für die schwere Explosion finden, einige Augenzeugen wollten aber ein einzelnes, tief fliegendes japanisches Flugzeug gesehen haben, das die Mount Hood angriffen habe. Die Mount Hood wurde am 11. Dezember 1944 aus den Schiffsregistern der Marine gestrichen.